# Bolivaritettix albus
Bolivaritettix albus is een rechtvleugelig insect uit de familie doornsprinkhanen (Tetrigidae). De wetenschappelijke naam van deze soort is voor het eerst geldig gepubliceerd in 2001 door Ingrisch.